# Gabriel Zakuani
Gabriel Abdala Zakuani (Kinshasa, 31 de maio de 1986) é um futebolista profissional congolês que atua como defensor.

## Carreira
Gabriel Zakuani representou o elenco da Seleção da República Democrática do Congo de Futebol no Campeonato Africano das Nações de 2017.

## Títulos
RDC
- Campeonato Africano das Nações: 2015 - 3º Lugar.